# تردد خاص
التردد الخاص لجسم فيزيائي هو عدد الذبذبات (الاهتزازات)للجسم في زمن قدره واحد ثانية وحدته (Hz أو مقلوب وحدة الزمن (s-1).
الدور الخاص هو مدة النوسة الكاملة أي المدة من الزمن الفاصلة بين مرتين متتاليتين يمر عندهما الجسم من موضع توازنه المستقر في نفس المنحى.
يساوي التردد الخاص مقلوب الدور الخاص، وقسمة النبض الخاص على ضعف ثابت أرخميدس. f0 = 1/T0 = ω0/2π